# Allhallows (Kent)
Allhallows est une paroisse civile et un village du Kent, en Angleterre.